# Lešnikov graben
Lešnikov graben je potok, ki izvira pod goro Smrajka (1299 m) v Julijskih Alpah in se med naseljema Gozd Martuljek in Mojstrana kot desni pritok izliva v Savo Dolinko.